# Maeuntang
 (avril 2025).
 (août 2025).
 (août 2025).

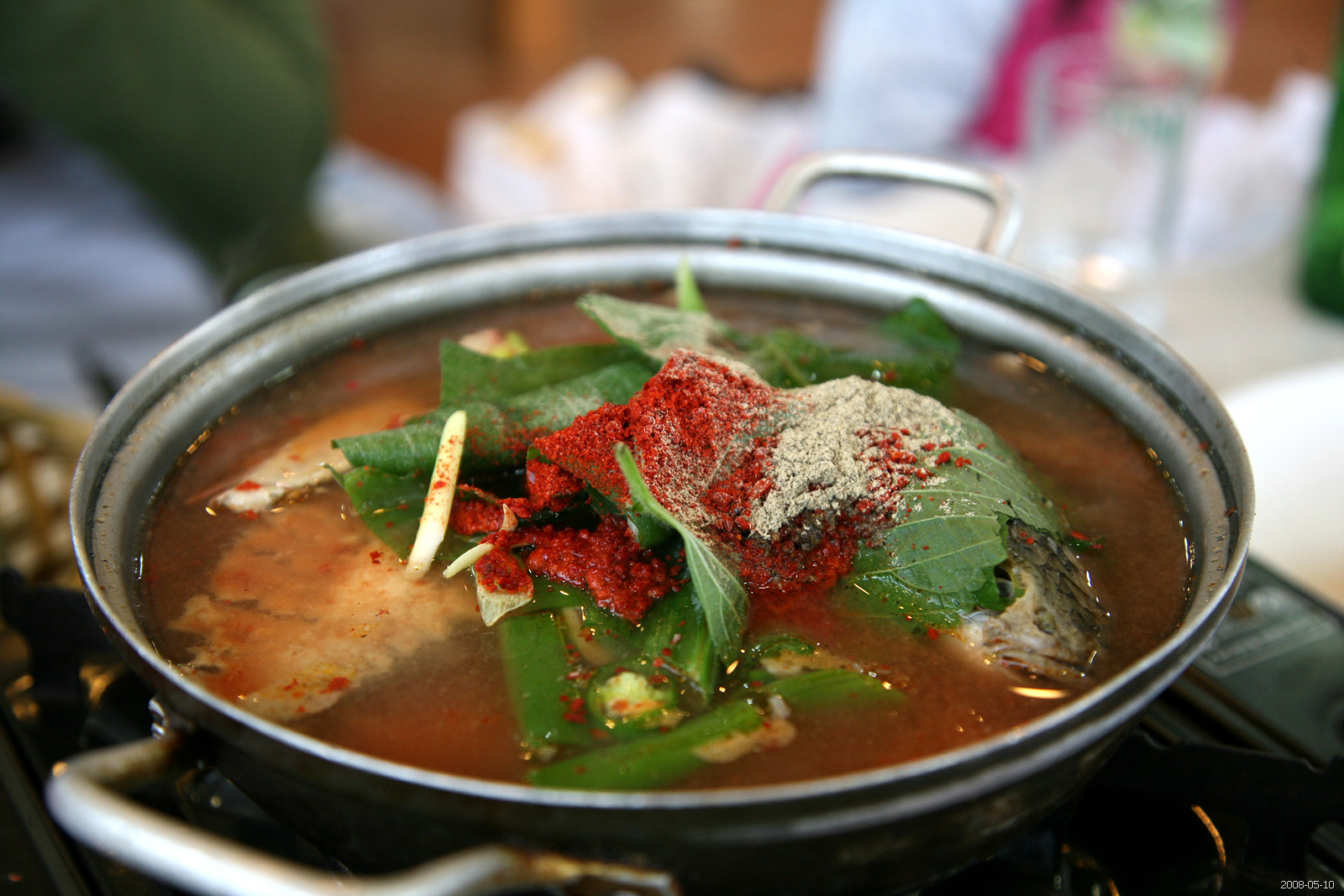

Le maeuntang est une soupe de poisson piquant de la gastronomie de la Corée cuite avec gochujang (pâte de poivron piment rouge), kochukaru (piment moulu) et divers légume. Côme son ingrédient principal, le poisson d'eau douce ou salée se coupe dans divers morceaux et il se cuit avec veau haché et légumes verts tels aussi bien que le cresson et la prude. Ils s'ajoutent oignon, radis, poivron piment, margarita couronnée, ail et parfois courgettes et tofu au mélange pour absorber la pâte de poivron piment, qu'est le principal condiment de l'assiette. Alors se saison avec kochukaru, ail, sauce de soja et plus gochujang au goût.
Les restaurants qui offrent cette assiette ils permettent souvent à ses clients choisir le poisson d'un aquarium. Beaucoup de restaurants spécialisés en des fruits de mer ont divers aquariums desquels choisir. Poissons populaires pour cette assiette sont le huachinango, la bar, la corvina, la morue et même poissons d'eau douce aussi bien que la carpe. En plus ils aussi peuvent s'ajouter des fruits de mer tels comme des crabes, palourdes et huîtres pour compléter cette soupe et améliorer son goût.
Cette soupe est un des assiettes les plus populaires de la Corée lorsqu'il[Qui ?] se boit soju. Si il se demande avec hoe dans un restaurant, la soupe se fait alors souvent à partir des restes du poisson.